# Nuoto in acque libere ai campionati mondiali di nuoto 2003
Le competizioni di nuoto in acque libere ai campionati mondiali di nuoto 2003 si sono svolte dal 13 al 19 luglio 2003 nelle acque di Barcellona, in Spagna.
Sono state disputate un totale di 6 gare: 3 maschili, 3 femminili.

## Calendario
| Data      | Evento          |
| --------- | --------------- |
| 13 luglio | 5 km femminili  |
| 13 luglio | 5 km maschili   |
| 16 luglio | 10 km femminili |
| 16 luglio | 10 km maschili  |
| 16 luglio | 25 km femminili |
| 16 luglio | 25 km maschili  |

## Podi

### Uomini
| Evento           | Oro              | Tempo     | Argento        | Tempo     | Bronzo           | Tempo     |
| ---------------- | ---------------- | --------- | -------------- | --------- | ---------------- | --------- |
| 5 km (dettagli)  | Evgenij Kočkarov | 53'11"9   | Christian Hein | 53'13"9   | Vladimir Djatčin | 53'14"8   |
| 10 km (dettagli) | Vladimir Djatčin | 1h50'58"8 | Christian Hein | 1h51'06"5 | David Meca       | 1h51'08"4 |
| 25 km (dettagli) | Jurij Kudinov    | 5h02'20"0 | David Meca     | 5h02'20"4 | Petăr Stojčev    | 5h02'20"6 |

### Donne
| Evento           | Oro           | Tempo     | Argento        | Tempo     | Bronzo         | Tempo     |
| ---------------- | ------------- | --------- | -------------- | --------- | -------------- | --------- |
| 5 km (dettagli)  | Viola Valli   | 57'01"2   | Jana Pechanová | 57'03"9   | Britta Kamrau  | 59'06"4   |
| 10 km (dettagli) | Viola Valli   | 1h59'49"9 | Angela Maurer  | 1h59'51"1 | Edith van Dijk | 1h59'53"0 |
| 25 km (dettagli) | Britta Kamrau | 5h35'43"5 | Edith van Dijk | 5h35'46"1 | Angela Maurer  | 5h35'46"5 |

## Medagliere
| Pos.   | Paese       | Oro | Argento | Bronzo | Totale |
| ------ | ----------- | --- | ------- | ------ | ------ |
| 1      | Russia      | 3   | 0       | 1      | 4      |
| 2      | Italia      | 2   | 0       | 0      | 2      |
| 3      | Paesi Bassi | 1   | 0       | 1      | 2      |
| 4      | Germania    | 0   | 4       | 2      | 6      |
| 5      | Spagna      | 0   | 1       | 1      | 2      |
| 6      | Rep. Ceca   | 0   | 1       | 0      | 1      |
| 7      | Bulgaria    | 0   | 0       | 1      | 1      |
| Totale | Totale      | 6   | 6       | 6      | 18     |